# Верхнее Лухтоново
Верхнее Лу́хтоново — деревня в Рыльском районе Курской области. Входит в Бобровский сельсовет.

## География
Деревня находится на реке Рыло (приток Сейма), в 112 км западнее Курска, в 6 км западнее районного центра — города Рыльск, в 2 км от центра сельсовета  — Кулига.
Климат
Верхнее Лухтоново, как и весь район, расположен в поясе умеренно континентального климата с тёплым летом и относительно тёплой зимой (Dfb в классификации Кёппена).

## Население
| 2002 | 2010 |
| ---- | ---- |
| 23   | ↘14  |

## Инфраструктура
Личное подсобное хозяйство. В деревне 21 дом.

## Транспорт
Верхнее Лухтоново находится в 3 км от автодороги регионального значения 38К-017 (Курск — Льгов — Рыльск — граница с Украиной), в 5,5 км от автодороги 38К-040 (Хомутовка — Рыльск — Глушково — Тёткино — граница с Украиной), в 3 км от автодороги межмуниципального значения 38Н-558 (Рыльск — Дурово — Ломакино — граница с Глушковским районом), в 2,5 км от автодороги 38Н-560 (38Н-558 — Кулига — Боброво), в 8,5 км от ближайшей ж/д станции Рыльск (линия 358 км — Рыльск).
В 174 км от аэропорта имени В. Г. Шухова (недалеко от Белгорода).